# 弘徽殿
弘徽殿，為天皇御所內的後宮七殿之一。
其北面正上方為登花殿。東側上角是常寧殿、下角是承香殿，而西側下角則是清涼殿。由於位於天皇所居的清涼殿很近，因此多作為皇后、中宮或有勢力的女御所居之宮室。